# Hold (film)
A Hold 2009-ben készült és bemutatott brit tudományos-fantasztikus filmdráma Sam Rockwell és Kevin Spacey főszereplésével, Duncan Jones rendezésében.

## Szereplők
- Sam Rockwell mint Sam Bell
- Kevin Spacey mint GERTY (hang)
- Robin Chalk mint fiatal Sam
- Dominique McElligott mint Tess Bell
- Kaya Scodelario mint Eve Bell
- Benedict Wong mint Thompson
- Matt Berry mint Overmeyers
- Malcolm Stewart mint technikus

## Cselekmény
|  | Alább a cselekmény részletei következnek! |

Sam Bell (Sam Rockwell) egy nagy multinacionális cég – a Lunar Industries – alkalmazottja. Feladata a Hold túlsó oldalán kitermelt Hélium 3 izotóp összegyűjtése és a Földre juttatása, mely tiszta energiát biztosít minden ember számára. Munkaszerződése három évre szól, melynek során egyedül kell élnie egy holdbázison egy GERTY (hangja Kevin Spacey) nevű számítógéppel. Ha a szerződése lejár, visszatérhet a Földre feleségéhez Tesshez és pici lányához. Tess Eve-vel terhes volt, mikor Sam elindult hároméves útjára. Mivel a bázis a Hold túlsó oldalán van, és tönkrement a rádióadó, nem tud élőben kommunikálni családjával, csak videóüzeneteket tud küldeni és fogadni a cég műholdján keresztül.
Már csak két hete maradt a hazaútig de egyre nehezebben viseli az egyedüllétet. Hallucinációk gyötrik, munkáját egyre nehezebben végzi. Egyik kinti útján balesetet szenved: nekiütközik holdjárójával egy bányagépnek és eszméletét veszti.
Mikor magához tér ismét a bázison van és GERTY ápolja. Mindenáron vissza akar térni a baleset helyszínére, de a cég ezt nem engedélyezi. Véleményük szerint túl rossz állapotban van, az életét és a bázis működését veszélyezteti. De küldenek egy mentőcsapatot, akik kijavítják majd a baleset okozta károkat.
Sam becsapja GERTY-t és kijut a bázisról. Első meglepetése, hogy a zsilipkapunál nem találja az űrruháját. Elmegy az összetört holdjáróhoz, ahol hihetetlen felfedezést tesz: a járműben egy eszméletlen űrhajós fekszik! A sebesült űrhajóst elviszi a bázisra, ahol kiderül, hogy az űrhajós saját maga! Miután a sérült Sam visszanyeri az eszméletét, megkezdődik a vita, hogy melyikük az igazi és ki a klón. Együtt próbálják meg kideríteni, hogy mi is történt. Újra kimennek a Holdra, ahol a munkaterület szélén hatalmas rádiózavarókat találnak. Miután a sérült Sam a zavarás körzetéből kimegy, végre három év után sikerül élőben hazatelefonálnia. Egy kb. 15 éves lány veszi fel a telefont, akitől megtudja, hogy felesége már évek óta elhunyt. Sam rádöbben, hogy saját lányával beszél és nem három, hanem tizenöt év telt el azóta, hogy eljött otthonról. Az igazi Sam pedig otthon él a Földön.
Visszatér a bázisra, hogy megtudja, mi folyik a háttérben. A számítógép memóriájában további felvételeket talál a bázis előző lakóiról, akik mind úgy néztek ki, mint ő. Elmegy abba a helyiségbe, ahonnan az utasokat küldik haza hibernálva. Azonban ez nem hibernáló kamra, hanem egy hamvasztó. Talál egy titkos lejáratot, mely egy föld alatti terembe vezet. Itt további klónokat talál saját magáról. A cég nem hoz haza embereket, hanem minden baleset után vagy minden három év után feléleszt egy új klónt. A két Sam őrült tervet eszel ki: egyikük hazamegy a Földre a hélium helyett egy teherűrhajóval, a másikuk visszamegy a holdjáróba és felélesztenek egy újabb klónt. Így nem fog feltűnni a mentőcsapatnak a csalás. A sérült Sam belehal sérüléseibe, a második Sam pedig indulás előtt elpusztít egy zavaró tornyot. Majd egy űrruhában egy takaróval elindul haza a Föld felé.